# Zdobycie Akki (1840)
Zdobycie Akki – oblężenie i zajęcie miasta w 1840.

## Historia
W roku 1839 doszło do wojny egipsko-tureckiej, w wyniku której wojska namiestnika Egiptu Muhammada Paszy zagroziły stolicy Turcji Stambułowi. Z pomocą Turcji przyszły wówczas Rosja, Anglia, Austria, Prusy i Francja, które wysłały w rejon konfliktu swoje eskadry. We wrześniu 1840 r. w rejon Bejrutu nadpłynęły eskadry: angielska – dowodzona przez admirała Roberta Stopforda, austriacka pod dowództwem Franza von Bandiery, a także kilkanaście jednostek tureckich oraz francuskich. Dnia 11 września rozpoczął się ostrzał Bejrutu, a desant sprzymierzonych zdobył bazę egipską w Sajdzie.
Kolejnym celem ataku stała się Akka, w której broniło się 5 000 żołnierzy dysponujących 230 działami, pod dowództwem Polaka płk. Augusta Szulca (Jussufa Agi). Ostrzał miasta nastąpił dnia 4 listopada. W jego wyniku w powietrze wyleciał miejscowy skład amunicji, a krótko potem Egipcjanie opuścili twierdzę. Do miasta wysłano wówczas oddział austriacki, który zajął Akkę, biorąc do niewoli rannego dowódcę. Straty egipskie wyniosły 2 000 zabitych i rannych oraz 3000 jeńców. Sprzymierzeni stracili 16 zabitych oraz 38 rannych. 